# Hypovitaminóza A ptáků
Ptáci, zejména semenožraví (granivorní),  jsou velmi citliví na nedostatek vitamínu A v krmivu. Hypovitaminóza A se u nich projevuje poškozením funkce dýchacího, trávicího a močopohlavního traktu, podmíněné vznikem skvamózní (dlaždicové) metaplazie epitelu sliznic (změna v nefunkční epitel). Typickým patologickým nálezem jsou malé bělavé uzlíčky v horních částech trávicího ústrojí (zejm. dutina zobáku, hltan a jícen), vznikající ucpáním vývodů hlenových žlázek keratinem.

## Hypovitaminóza A u drůbeže
U kura domácího se klinické příznaky  projevují asi do 14 dnů po vyčerpání jaterních zásob vitamínu, a to nejprve zpomalením růstu; u kuřat se mohou objevit již ve věku 3-4 týdnů. Peří je bez lesku, suché, lomivé a rozčepýřené. Dochází ke ztrátě žlutého pigmentu na zobáku a běháků drůbeže těch plemen, u nichž se toto zbarvení vyskytuje. Hřebínek a lalůčky jsou bledé. Na oku lze v některých případech pozorovat slzení, někdy i ztrátu pigmentu, okolí oka bývá oteklé (edém) v důsledku metaplazie epitelu slinných žláz, popřípadě zduří i podočnicové dutiny. Zduření může dosáhnout velkých rozměrů a způsobit ztrátu zraku. V těžších případech se objevuje pod víčky tuhý, žlutě zbarvený sýrovitý výpotek (exsudát). Z nosních otvorů vytéká nebo je možno vytlačit vodnatý, později páchnoucí výpotek. Příjem krmiva je u nemocných ptáků snížen, slepice většinou postávají a hubnou. V některých případech se popisují i nervové příznaky, a to nekoordinované pohyby. Snáška vajec klesá, je zhoršená kvalita vaječné skořápky, dochází k poklesu líhnivosti násadových vajec, vysoká embryonální a postnatální mortalita jsou zvýšené. Dospělé nosnice hynou při výživě deficientním krmivem za 2-5 měsíců. U kohoutů dochází k redukci počtu a snížené pohyblivosti spermií a zvýšenému výskytu abnormálních spermií. U kachňat dochází k retardaci růstu kostí.
Hypovitaminóza A může také způsobovat nadměrné rohovatění kůže (hyperkeratózu), zejména na chodidlové ploše prstních polštářků, čímž vzniká predispozice pro vznik dermatitidy. Xeroftalmie (vysychání spojivky a rohovky oka) se u drůbeže vyskytuje vzácně, protože k uhynutí dochází dříve, než se tyto příznaky mohou vyvinout.

## Hypovitaminóza A u papoušků
U papoušků se hypovitaminóza A projevuje rýmou, zánětem očních víček a rohovky současně s dýchacími a polykacími potížemi. Na sliznicích nozder a hltanu dochází ke zrohovatění epitelu žláz. Pokles hmotnosti u korel způsobuje chronické dýchací potíže. Při mírné hypovitaminóze A, zejména u andulek, je často jediným příznakem polyurie a zvýšená žíznivost (polydypsie). 
Specifickou formou hypovitaminózy A jsou u mnoha papoušků a příležitostně také u holubů sublinguální (podjazyčné) abscesy, které ztěžují příjem a polykání potravy a později mají za následek zažívací potíže. Změny se objevují v místech předních podčelistních a zadních žláz jazyka. Ptáci rychle slábnou a často trpí průjmem. U amazoňana fialovotemenného (Amazona finschi), krmeného pouze slunečnicovými semeny, způsobuje hypovitaminóza A metaplazie epitelu dýchacích cest a granulomatózní zánět plic.

## Diagnostika hypovitaminózy A
Diagnostika hypovitaminózy A je založena nejčastěji na nálezu patologických změn v horní části trávicího traktu. Ke stanovení přesné diagnózy je nutné zkontrolovat obsah vitamínu v krmivech nebo vyšetřit obsah vitamínu A v játrech. Hladina vitamínu A v játrech pod 50 mj. /g u mnoha druhů ptáků úzce koreluje s příznaky hypovitaminózy A. Vhodné je histologické vyšetření bioptátu; metaplazie začínají v centrální části slinných žláz hromaděním keratinu a jejich zvětšením.
Diferenciálně diagnosticky je třeba u drůbeže vzít v úvahu zejména infekční rýmu a sinusitidu, které však postihují výlučně dýchací orgány, dále neštovice, které vyvolávají tvorbu blan ulpívajících pevně na sliznicích a často se vyskytují současně s kožními změnami. U kuřat v případě nervových příznaků je nutné odlišit encefalomalacii a encefalomyelitidu.

## Léčba a prevence
Léčebně se po dobu několika týdnů zvyšuje přívod vitamínu A nad běžnou normu. Při současných parazitárních infekcích je třeba předem provést dehelmintizaci, aby byly zajištěny podmínky pro správné vstřebávání. Rovněž střevní záněty je vhodné nejprve ovlivnit dietní úpravou. Při zvlášť pokročilých změnách je třeba aplikovat vitamín A injekčně. Tím se hladina vitamínu A v krvi rychle upraví, bez ohledu na funkčnost střeva. Nemoci jater zhoršují u ptáků schopnost skladovat vitamín A.
Disperzní formy vitamínu A pro aplikaci v pitné vodě vytvářejí ve vodě poměrně stabilní emulzi, v niž se vitamín A snadno vstřebává již v počáteční části trávicího ústrojí, nikoli až po emulgaci žluče, jak je tomu při aplikaci tuků a olejů.
Prevence předpokládá především dostatečný přísun vitamínu A v krmných směsích pro drůbež. Vedlejšími zdroji může být kvalitní a čerstvé zelené krmivo, v zimním období senná moučka, jetelové drolky a rybí tuk. U cizokrajných ptáků je nutné zajistit pravidelný příjem vitamínu ve formě ovoce, zeleniny nebo komerčně připravovaného krmiva s obsahem vitamínu A 10-12.000 mj. /kg a s obsahem bílkovin kolem 15-20 %.

## Hypervitaminóza A ptáků
Při jednorázové aplikaci vitamínu A je třeba mít na zřeteli možnost vzniku hypervitaminózy, která se projevuje u malých kuřat již po dávkách nad 6000 mj. /ks poklesem tělesné hmotnosti, tvorbou hnědých strupů (krust) v koutcích zobáku a na očních víčkách, v menší míře na kloace, zvukovodech a chodidlové ploše běháků. Část kuřat nevidí pro slepení víček a hyne. U dospělých nosnic předózování vitamínem A zhoršuje především líhnivost.